# インパクタイト

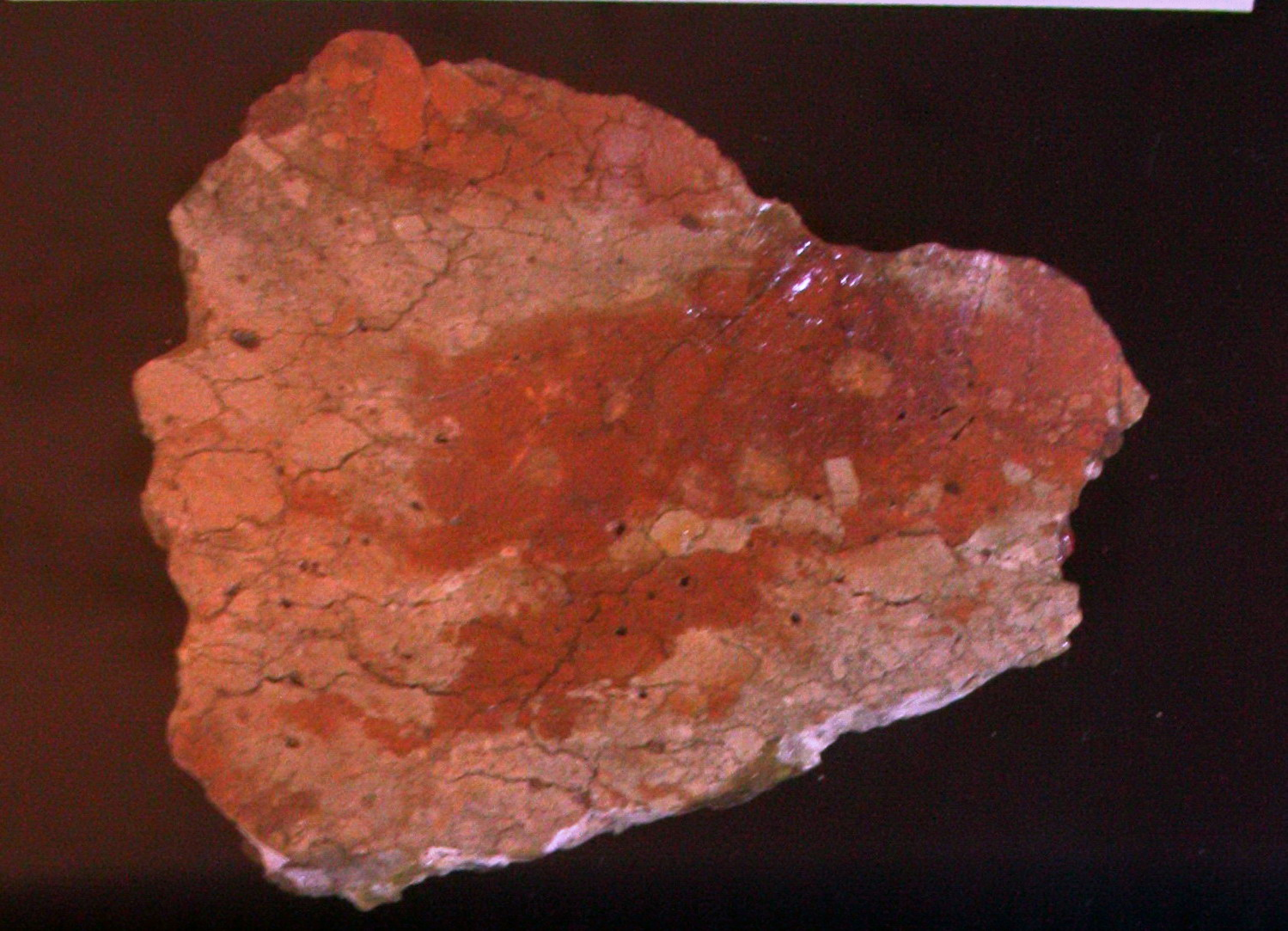
ロシア、ニジニ・ノヴゴロド州のPuchezh-Katunki craterで発見されたインパクタイト（モスクワ宇宙飛行士記念博物館蔵）。

インパクタイト (Impactite) は、インパクト・ガラスとも呼ばれるガラス状の熔融岩片。隕石の衝撃などで超高温が生じ、岩石が衝撃波で熔融急冷したものとされる。インパクタイトには有機物の痕跡が残されることが明らかにされている。2015年6月にはNASAの探査機マーズ・リコネッサンス・オービターが火星の南半球にあるアルガ・クレーターでインパクタイトから成るガラス層を発見した。